# Cloud 9 (Marvel Comics)
Cloud Nine es también el nombre de una banda de rock de cómics / grupo de superhéroes de la serie Zenith en 2000 AD Magazine.
Para la película original de Disney Channel, consulte Cloud 9.
Cloud 9 (Abigail Boylen) es un personaje que aparece en los cómics estadounidenses publicados por Marvel Comics, es representada como unasuperheroína adolescente.

## Historial de publicaciones
Cloud 9 fue creada por el escritor Dan Slott y el artista Stefano Caselli. Apareció por primera vez en Avengers: The Initiative #1 (junio de 2007).
Cloud 9 es uno de los personajes principales de la serie limitada de seis números de 2011, Fear Itself: Youth in Revolt.

## Biografía ficticia
Abby demuestra por primera vez sus poderes mientras volaba en una nube en Evanston, Illinois. Ella es detectada por el programa Iniciativa y fue reclutada por Máquina de Guerra, quien le informa que si quiere seguir volando, necesita una licencia. Una vez en la base, se revela que Abby es muy tímida. Cohibida por su cuerpo, lo compara con los cuerpos de las otras chicas que siente que se parecen a las modelos de la revista Vogue.
Durante un intercambio de uniformes, Abby entra accidentalmente en las duchas de los chicos y es encontrada por su compañero, el nuevo héroe MVP. Él toma simpatía por ella y la observa mientras entrena. Sin embargo, cuando el entrenamiento con otro nuevo héroe Armory produce un percance, MVP recibe un disparo de una de las explosiones de Armory cuando intenta proteger a Abby de cualquier daño.
Abby es uno de los cadetes enviados en una misión de emergencia para proteger al presidente de un intento de asesinato por parte de HYDRA. Se revela que ella es la máxima tiradora entre los cadetes de la Iniciativa, y derriba a un caza HYDRA con un rifle de pulso. Ella se angustia cuando se da cuenta de que el piloto de HYDRA murió en la explosión. Su instructor de ejercicios, Gauntlet, enfatiza esto. Más tarde, en una pelea con el grupo Warbound, intenta matar a su oponente Elloe Kaifi. Ella se habla de sus acciones.
Ella ha declarado que no tiene ninguna intención de actos heroicos sobrehumanos. Como ella dice, "Estoy aquí sólo porque quiero volar. Hombre, esto es terrible".
Durante el arco de la historia de "Killed In Action", Abby se entera de que la Iniciativa había hecho en secreto clones de MVP, y que uno de ellos, que se hace llamar KIA, lleva a cabo un alboroto. Junto con un grupo de miembros de la Iniciativa, ella viaja a la casa de Van Patrick, tratando de convencer al primer clon de MVP para que descargue sus recuerdos en un dispositivo que los transmitirá al cerebro de KIA, esencialmente reprogramando a KIA, pero posiblemente dejando al primer clon sin sentido. Cloud 9 logra distraer a KIA jugando con los recuerdos latentes del MVP original y besándolo, lo que le permite llenar sus pulmones con su vapor. El clon de MVP, en lugar de limpiar su propia mente, coloca el casco en KIA, dejándolo como un caparazón vacío. Abby y el clon deciden comenzar de nuevo, y Abby reconoce que el clon no es el MVP que conocía.
Cuando Abby completó su entrenamiento de Iniciativa, fue asignada a la Fuerza de la Libertad, el equipo de Montana. Luego se la ve en acción junto a Challenger, Think Tank, Equinox y Spinner. Cuando se revela que Equinox es un infiltrado Skrull, es Cloud 9 quien lo mata.
La instructora de la Iniciativa Tigra expresa su preocupación por el hecho de que Abby haya desarrollado una actitud indiferente hacia el asesinato en el cumplimiento del deber después de graduarse en el servicio activo. Creyendo que Abby simplemente está reprimiendo sus emociones en lugar de lidiar con ellas, Tigra se preocupa por el trauma psicológico que puede resultar si Abby se ve obligada a confrontar esos sentimientos.
Durante la historia de Dark Reign, Norman Osborn ordena a Fuerza de la Libertad que ataque a los Heavy Hitters después de que se separen de la Iniciativa. Abby recibe la orden de asesinar a Night Thrasher, pero ella falla a propósito. Ella miente, defendiendo que honestamente se perdió, Taskmaster se da cuenta de que está mintiendo y la pone en libertad condicional. Ella se une a Hardball para luchar contra la Pesadilla después de que él posee a Trauma. La Pesadilla atormenta a Abby con visiones de personas muertas con heridas de bala en la cabeza. Ella lucha contra ellos y le grita a Trauma que luche contra su posesión. Trauma la escucha pero Pesadilla la deja inconsciente. Tras los eventos de la historia de Siege, Abby ayuda a un Komodo despojado a capturar al Barón Von Blitzschlag.
Después de que Steve Rogers reemplaza a Norman Osborn, Rogers le ofrece la oportunidad de convertirse en entrenadora en la Academia Vengadores. Ella se niega cuando él le dice que es opcional y que la Ley de Registro de Superhumanos ha sido abolida. Destruye su tarjeta de registro de superhéroe y se quita el disfraz mientras se va volando, liberada de los requisitos de la Ley.
Durante la historia de Fear Itself, Cloud 9 se niega a asistir a una reunión celebrada por Prodigio sobre los martillos mágicos que se estrellaron contra la Tierra. Sin embargo, cuando Chica Thor es aprehendida y abordada por hombres fuera de su celda, Cloud 9 llega para rescatarla y somete a los hombres. Después de derrotar a Quicksand, que estaba en una ola de asesinatos, se unen a la batalla en Las Vegas contra Juggernaut (que se ha transformado en Kuurth: Destructor de Almas) y rescatan a civiles.
Cloud 9 aparece más tarde entre los héroes aliados con Jeremy Briggs. Durante una confrontación con los estudiantes de la Academia Vengadores, ella expresa satisfacción con su nuevo trabajo y expresa que no tiene ningún deseo de actuar como una heroína.
Durante la historia de Secret Empire, Cloud 9 aparece como miembro del Underground cuando Hydra se hizo cargo de los Estados Unidos.

## Poderes y habilidades
Abigail tiene la capacidad de crear una forma de gas similar a una nube no identificada en la que ella y otros pueden volar. También puede usar este gas de manera ofensiva, llenando los pulmones de un oponente con él.
Cloud 9 es uno de los mejores tiradores de la Iniciativa. Máquina de Guerra afirma que tuvo la puntuación de cadete más alta en el campo de tiro.

## En otros medios

### Videojuegos
- Cloud 9 aparece en Lego Marvel Vengadores, con la voz de Laura Bailey.